# Cutey Honey: La Película
Cutey Honey: La película (キューティーハニー Kyūtī Hanī?) es una película tokusatsu dirigida por Hideaki Anno, estrenada el 29 de mayo del 2004 basada en la serie Cutie Honey producida por GAINAX.
La película está protagonizada por la popular modelo japonesa Eriko Sato como la hiperactiva Honey. La película vuelve a contar la historia clásica de la batalla de Cutie Honey para defender a la humanidad y vengar a su padre contra Panther Claw. En esta versión, los poderes de Honey provienen del Sistema de Inducción Imaginario. Llamado I-system para abreviar, el nombre es un juego de palabras con la palabra "amor" (愛 ai?). Los villanos de Honey incluyen Sister Jill, Gold Claw, Cobalt Claw, Scarlet Claw y Black Claw. La película también presenta un cameo del creador de la serie Go Nagai.
Cutie Honey fue seguida dos meses después por una serie de OVAs, tituladas Re: Cutie Honey, basadas en la película. En Norteamérica, la película fue lanzada directamente en DVD el 17 de abril de 2007 por Bandai Entertainment. Previamente, la OVA de 1994 New Cutie Honey fue la única encarnación de Cutie Honey en haber sido lanzada comercialmente en los Estados Unidos.

## Personajes principales

### Cutie Honey / Honey Kisaragi
Honey Kisaragi (interpretada por Eriko Sato) es la hija del profesor Kisaragi. Era una persona normal hasta que tuvo un accidente donde murió su cuerpo humano. Su padre la salvó creando un cuerpo androide y transfiriendo su mente a él. Gracias al sistema AI, puede transformarse en casi cualquier identidad que necesite. Cuando se transforma en Cutie Honey, se convierte en una poderosa guerrera empuñando una espada. Ella necesita tener energía para cambiar de Honey Kisaragi a cualquiera de sus transformaciones. Cuando se agota, tiene que comer mucho para recuperar sus habilidades (su dieta consiste únicamente en onigiris y té verde). Su padre fue asesinado por la organización Panther Claw, y ella jura venganza contra ellos por cualquier medio necesario. Aunque tiene una personalidad viva y despreocupada, no tiene amigos y la mayoría de las personas se aprovechan de su ingenuidad. Su único pariente es el Dr. Utsugi, un amigo del Dr. Kisaragi que ha continuado su investigación.

### Natsuko Aki
Una inspectora de policía, Natsuko (interpretada por Mikako Ichikawa) está a cargo de los casos relacionados con Panther Claw, lo que la hace conocer a la misteriosa guerrera Cutie Honey. Desconfiando de Honey, se propone derribar tanto Panther Claw como Honey. Ella tiene una personalidad seria, nunca sonríe y es fría con los demás. Sin embargo, al conocer a Honey, ella comienza a cambiar y se vuelve más amigable con los demás. Sus dos subordinados inmediatos son Todoroki y Goki, ambos leales a Natsuko incluso en las situaciones más difíciles.

### Seiji Hayami
Aparentemente un reportero regular, Seiji (interpretado por Jun Murakami) sigue a Honey de cerca y tiene un profundo conocimiento de ella, sus poderes y su origen. Siempre ayuda a Honey cuando lo necesita, y parece que también le tiene cariño a Natsuko. Sin embargo, sus verdaderos motivos no están claros, pero es seguro que no es un simple reportero.

### Gold Claw
Gold Claw (interpretada por Hairi Katagiri) es la primera en luchar contra Cutie Honey. Casi gana, pero fue derrotada por el Honey Boomerang mientras intentaba escapar del búnker marino en el que ella y Honey estaban luchando. Gold Claw no fue asesinada, pero más tarde en la película, Sister Jill la elimina pensando que era débil. El brazo izquierdo de Gold Claw tiene 3 cuchillas para cortar y su derecha tiene barriles envueltos alrededor de su muñeca para que pueda disparar misiles dorados. La hoja larga en la parte superior de su cabeza se puede usar para agarrar y lanzar a sus enemigos y volar usando como una hélice de helicóptero.

### Cobalt Claw
Cobalt Claw (interpretada por Shie Kohinata) es la segunda en la línea para luchar contra Cutie Honey. Primero robó el cuerpo del jefe de Honey, luego persigue a Honey y Nat-Chan en un ascensor donde deja la piel y se revela como Cobalt Claw. Cobalt hubiera podido ganar, pero perdió debido a que el Sistema AI reaccionó a los sentimientos de venganza de Honey. Finalmente, Cobalt Claw se derritió. Cobalt Claw generalmente roba la piel para acercarse a su víctima, luego ataca con sus 4 largas trenzas, generalmente tropezando o amordazando. Si se destruyen sus trenzas, Cobalt Claw usa su cuerpo contorsionista para descomprimir bolsillos adicionales en su traje que llevan brazos adicionales.

### Scarlet Claw
Scarlet Claw (interpretada por Mayumi Shintani) es la tercera en luchar contra Honey. Honey y Scarlet luchan en lo alto del cielo sobre la ciudad. Scarlet era obviamente poderosa, trayendo consigo un aura que convirtió el mundo a su alrededor en un tono rojo. Scarlet Claw termina dejando un gran agujero en varios edificios durante la pelea, incluido el edificio de oficinas donde trabaja Honey. Scarlet Claw es derrotada cuando Honey desvía su rayo de fuerza hacia ella, y Black Claw la destruye mientras huye.

### Black Claw
La última del grupo de Panther Claw en enfrentar a Honey es la aparentemente andrógina Black Claw (interpretada por Mitsuhiro Oikawa). Black Claw es duocromática (blanco y negro) y lucha con un ataque de espada giratoria y un micrófono oculto. Durante la pelea, los secuaces de Panther Claw tocan música clásica y acompañan a Black Claw mientras canta. Black Claw es derrotado cuando Honey usa un Honey Boomerang en blanco.

### Mayordomo
El mayordomo de Sister Jill (interpretado por Toru Tezuka) es su secuaz más leal.

### Sister Jill
Sister Jill (interpretada por Eisuke Sasai) es la cabeza de Panther Claw. Su verdadero poder y forma son desconocidos. Ella tiene un interés especial en el sistema AI de Honey.